# Sergej Prokopjev
Sergej Valerijevitsj Prokopjev (Russisch: Сергей Валерьевич Прокопьев) (Jekaterinenburg, 19 februari 1975) is een Russisch ruimtevaarder. In 2018 nam hij voor het eerst deel aan een missie naar het Internationaal ruimtestation ISS.
Op 12 oktober 2010 werd Prokopjev geselecteerd om te trainen als astronaut bij het Kosmonautentrainingscentrum Joeri Gagarin. Hij voltooide zijn training in juli 2012. Hij maakte onderdeel uit van de reservebemanning voor Sojoez TMA-18M en Sojoez MS-07. 
Prokopjev nam in 2018 deel aan ISS-Expeditie 56 en ISS-Expeditie 57. Hij was daarbij de commandant van Sojoez MS-09. Hij was in de ISS vierde Flight Engineer van juni tot oktober, en maakte in die hoedanigheid een ruimtewandeling op 15 augustus 2018 voor experimenten. Van oktober tot december was hij eerste Flight Engineer. Op 11 december 2018 maakte hij een tweede ruimtewandeling voor een visuele inspectie van een gat dat gevonden was in de Sojoez MS-09. De expeditie werd voltooid op 20 december 2018.